# ألفارو غوميز
ألفارو غوميز (بالإسبانية: Álvaro Gómez)‏ هو سباح كولومبي، ولد في 1937.

## وصلات خارجية
- ألفارو غوميز على موقع أوليمبيديا (الإنجليزية)